# Ризька (платформа)
Ри́зька (рос. Рижская) — пасажирська платформа на головному ході Жовтневої залізниці, у складі лінії МЦД-3, у межах міста Москва. Перший зупинний пункт після Ленінградського вокзалу на Ленінградському напрямку Московського залізничного вузла.
Відкрита одночасно зі станцією метро «Ризька» в 1958 році (проте обхідна дальня дільниця і сьогоденна офіційна 2-а платформа використовувалися в пасажирському русі раніше), найменована по Ризькому вокзалу, розташованому поблизу.

## Платформи
Ризька має чотири пасажирські платформи, розташованих на двох двоколійних дільницях перегону між станціями Москва-Пасажирська на південний схід і Москва-Товарна на північний захід.

### Перша і друга платформи
Перша і друга платформи розташовані на обхідній двоколійній дільниці (колії № I, II), що огинає зі сходу основний колійний розвиток станції Москва-Пасажирська і станцію Миколаївка МЗ, а також безліч гаражів. На дільниці рух лівосторонній (змінюється на правосторонній після платформи Останкіно), призначений тільки для руху приміських електропоїздів в штатному режимі.
Близького переходу до двох інших платформ, а також до платформи Ржевська і станції метро «Ризька» не існує. Раніше перехід здійснювався по розібраному Малому Крестовському шляхопроводу, в 1999 році перетворений в міст для газогону), зараз прохід до нього закритий. Пішохідний перехід здійснюється по вулицях через Крестовський шляхопровід, розташований на північ, загальний шлях близько кілометра.
Будівля каси довгий час було закинуто, але влітку 2009 року було розпочато ремонт, наприкінці листопада 2009 каса запрацювала. Від першої і другої платформ зручно пройти до північного кінця Крестовської естакади, П'ятницького кладовища і до 1-ї Митищинської вулиці. Також від цієї платформи є прохід вулицями на платформу Москва-3 Ярославського напрямку Московської залізниці.
Вхід на північно-східну платформу (на Москву-Пас.) через турнікети з 11 червня 2014 року. Південно-західна платформа (від Москви) обладнана турнікетами з 22 серпня 2014.
До травня 2010 року цей перегін був одноколійним з однією платформою (колишня платформа № 1, тепер № 2, південно-західна).

### Третя і четверта платформи
Третя і четверта прямі платформи знаходяться у головних колій для руху поїздів далекого прямування (колії № III, IV, рух правосторонній). З'єднані між собою пішохідним мостом, по якому можна перейти і на платформу Олексіївської сполучної лінії Ржевська, а також пройти в бік метро «Ризька» і до Ризького вокзалу. Третя платформа — берегова на головній колії на Москву. Четверта — острівна, на головній колії з Москви, а також на одній з колії станції Москва-Пасажирська (головні колії входять в межі станції далі на південний схід).
Починаючи з 30 травня 2010 року зупинка всіх приміських електропоїздів була перенесена на платформи № 1 і № 2, на платформах № 3 і № 4 вони зупинялися лише в разі особливих змін в розкладі, в решту часу платформи не використовувалися. Починаючи з зимового графіка 2014—2015 року платформа № 4 знову використовується для декількох електропоїздів.

## Пересадки
- Ризька
- Ризька
- Москва-Ризька
- Ризька
- Ризька
- А: м2, м9, 33, 265, с510, 519, 539, с585, 714, 778, 903, т14, т18, т42, н9